# Haydon Bridge
Haydon Bridge est un village du Northumberland en Angleterre.
Sa population était de 2 184 habitants en 2011.